# Wer hat Angst vor Virginia Woolf? (Film)
Wer hat Angst vor Virginia Woolf? (Originaltitel: Who’s Afraid of Virginia Woolf?) ist eine 1966 entstandene, mit fünf Oscars ausgezeichnete Adaption des gleichnamigen Theaterstücks von Edward Albee. Der Film war das Regiedebüt des US-amerikanischen Regisseurs Mike Nichols und wurde von Warner produziert. Elizabeth Taylor und Richard Burton liefern sich in den Hauptrollen einen gnadenlosen Geschlechterkampf.

## Handlung
George, ein Professor und seine Frau Martha, die Tochter des Universitätspräsidenten, kommen angetrunken von einer Party nach Hause. Martha hat ein junges Ehepaar, das sie auf der Party kennengelernt hat, zu einem Drink eingeladen. Die Gäste – Nick, ein Biologieprofessor, und seine Frau Honey – treffen um 2.30 Uhr nachts ein.
Martha erzählt Honey von ihrem Sohn, der am nächsten Tag seinen 16. Geburtstag feiert, dies löst einen Streit mit George aus. Nick gesteht George, dass er sich zu Honey wegen des Geldes ihrer Familie hingezogen fühlte und sie nur geheiratet habe, weil er glaubte, sie sei schwanger. George beschreibt seine eigene Ehe als ein ständiges Anpassen und gibt zu, dass er Nick als eine Bedrohung ansieht. George erzählt die Geschichte eines Jungen, mit dem er aufgewachsen ist und der versehentlich seine Mutter und Jahre später seinen Vater getötet hat und in einer Psychiatrie ist. Nick sagt, dass er sich mit Charme und Hochschlafen an die Spitze bringen will und scherzt, dass Martha ein guter Anfang wäre.
Als ihre Gäste abreisen wollen, besteht der betrunkene George darauf, sie nach Hause zu fahren. An einer Raststätte schlägt Honey vor, dass sie zum Tanzen anhalten. Während Honey und George zusehen, tanzt Nick anzüglich mit Martha. George zieht den Stecker der Jukebox und verkündet, dass das Spiel vorbei ist. Daraufhin meint Martha, dass er seine Eltern ermordet haben könnte, wie der Protagonist in seinem unveröffentlichten Roman, woraufhin George Martha angreift, bis Nick ihn von ihr wegzieht. George erzählt der Gruppe von einem zweiten Roman, den er geschrieben hat und in dem es um einen Lehrer und seine Frau geht, die wegen ihrer Scheinschwangerschaft und dem Geld der Familie heiraten. Honey merkt, dass Nick George von ihrer Vergangenheit erzählt hat und rennt aus dem Raum.
Ein weiterer Streit führt dazu, dass Martha mit Nick und Honey wegfährt und George sich zu Fuß auf den Weg nach Hause macht, wo er die Schatten von Martha und Nick im Schlafzimmer sieht. Honey redet betrunken, und George glaubt, dass ihre Schwangerschaft echt war und sie heimlich abgetrieben hat. Daraufhin schmiedet er einen Plan, um sich an Martha zu rächen.
Als Martha Nick vorwirft, sexuell unzulänglich zu sein, schiebt er es auf den Alkohol. Martha und George streiten sich über ihren Sohn, und George verkündet, dass er ein Telegramm erhalten hat, in dem steht, dass ihr Sohn bei einem Autounfall ums Leben gekommen ist.
Als Martha George anfleht, ihren Sohn nicht zu „töten“, erkennt Nick die Wahrheit: Martha und George konnten nie Kinder bekommen und füllten die Leere mit einem imaginären Sohn. George sagt, dass ihre Regel darin bestand, den Sohn niemals jemand anderem gegenüber zu erwähnen, und dass er ihn „getötet“ hat, weil Martha diese Regel gebrochen hat, indem sie ihn Honey gegenüber erwähnte.
Das junge Paar zieht von dannen, und George und Martha bleiben allein zurück, während draußen der Tag anbricht. George beginnt das Lied „Who's Afraid of Virginia Woolf?“ zu singen, und Martha antwortet: „I am, George, I am“, während die beiden sich an den Händen halten.

## Adaption
Warner hatte für die Hauptrollen zunächst Bette Davis und James Mason vorgesehen, engagierte dann aber Taylor und Burton, deren turbulentes Eheleben in der Presse bekannt war und damit starke Publicity für den Film versprach. Taylors Gage betrug 1 Mio. Dollar, die von Burton 750.000 Dollar. Beide erhielten außerdem 10 % der Gewinne, sodass ihre Gesamteinnahmen aus dem Film am Ende mehr als 6 Mio. US-Dollar betrugen.
Die Filmversion unterscheidet sich leicht vom Theaterstück. Die Bühnenversion enthält nur vier Charaktere, während es im Film zwei weitere Nebenrollen gibt – den Wirt einer Raststätte, der ein paar Worte spricht, und seine Frau, die ein Tablett mit Getränken serviert und dann still verschwindet. Sie wurden vom Beleuchter des Films, Frank Flanagan, und seiner Frau Agnes gespielt.
Im Stück ist der Schauplatz des Geschehens ausschließlich Marthas und Georges Haus. Im Film spielt daneben eine Szene im oben genannten Rasthaus, eine in Georges und Marthas Hof und eine in ihrem Auto. Ungeachtet dieser kleineren Veränderungen hält sich der Film sehr eng an das Stück. Die Filmemacher verwendeten das ursprüngliche Theaterstück, abgesehen von einer Abmilderung der Ausdrucksweise – Marthas „Geh zum Teufel“ wird zu „Gott verfluche dich“ – wurden praktisch alle Dialoge in ihrer ursprünglichen Fassung belassen.
Der Film war einer der kommerziell erfolgreichsten des Jahres 1966. Die Verleihmieten, die er errang, betrugen 14,5 Mio. US-Dollar. Insgesamt spielte er 31,6 Mio. US-Dollar ein.

## Synchronisation
Der Film wurde 1966 von Ultra-Film synchronisiert. Holger Hagens Schwester, Uta Hagen, gehörte zur Originalbesetzung der Theatervorlage.
| Rolle    | Darsteller       | Synchronsprecher  |
| -------- | ---------------- | ----------------- |
| George   | Richard Burton   | Holger Hagen      |
| Martha   | Elizabeth Taylor | Hannelore Schroth |
| Nick     | George Segal     | Klaus Kindler     |
| Honey    | Sandy Dennis     | Heidi Fischer     |
| Gastwirt | Frank Flanagan   | Erik Jelde        |

## Kritiken
„Die anfangs harmlos scheinenden Plänkeleien eines alternden Akademiker-Ehepaares steigern sich trotz der Anwesenheit ihrer jüngeren Nachbarn zur schonungslosen Bloßstellung und Abrechnung: Hass, Minderwertigkeitsgefühle und Lebensängste kommen zum Ausbruch, Mann und Frau zerfleischen sich in Schuldzuweisungen und zynischem Selbstmitleid. Eine effektvolle Verfilmung von Albees Bühnenstück, die vor allem durch die elegante filmische Auflösung und die schauspielerische Präsenz der beiden Hauptdarsteller besticht.“

„Mike Nichols verfilmte das Bühnenstück von Edward Albee, das Anfang der 1960er Jahre für Aufsehen sorgte. Auch der Film stieß auf glänzende Resonanz und wurde mit fünf „Oscars“ ausgezeichnet. Der vielleicht eindeutigste ging dabei an Elizabeth Taylor, die die Martha so unübertrefflich ordinär darstellt. Ansonsten merkt man dem Film aber deutlich die Herkunft des Stoffes an: Alles spielt auf engem Raum, die Handlung wird nur durch lange Dialoge vorangetragen. Verfilmtes Theater eben – leider nicht mehr.“

„Intelligente und vor allem durch außergewöhnliche schauspielerische Leistungen gekennzeichnete Verfilmung des bekannten gleichnamigen Theaterstücks von Edward Albee über eine gesellschaftlich und seelisch völlig zerstörte Ehe. In Inhalt und Form von besonderer Härte. Reifen Menschen zu empfehlen.“

## Auszeichnungen

### Oscar
Auszeichnungen
- 1967: Beste Hauptdarstellerin für Elizabeth Taylor
- 1967: Beste Nebendarstellerin für Sandy Dennis
- 1967: Bestes Szenenbild für Richard Sylbert und George James Hopkins
- 1967: Beste Kamera für Haskell Wexler
- 1967: Bestes Kostümdesign für Irene Sharaff

Nominierungen
- 1967: Bester Film für Ernest Lehman
- 1967: Beste Regie für Mike Nichols
- 1967: Bester Hauptdarsteller für Richard Burton
- 1967: Bester Nebendarsteller für George Segal
- 1967: Bester Schnitt für Sam O’Steen
- 1967: Beste Filmmusik für Alex North
- 1967: Bester Ton für George Groves
- 1967: Bestes adaptiertes Drehbuch für Ernest Lehman

### Golden Globe Award
Nominierungen
- 1967: Bester Film – Drama
- 1967: Bester Hauptdarsteller – Drama für Richard Burton
- 1967: Beste Hauptdarstellerin – Drama für Elizabeth Taylor
- 1967: Beste Regie für Mike Nichols
- 1967: Bestes Filmdrehbuch für Ernest Lehman
- 1967: Bester Nebendarsteller für George Segal
- 1967: Beste Nebendarstellerin für Sandy Dennis

### British Academy Film Award
Auszeichnungen
- 1967: Bester britischer Darsteller für Richard Burton
- 1967: Beste britische Darstellerin für Elizabeth Taylor
- 1967: Bester Film für Mike Nichols

### Weitere Auszeichnungen
- Elizabeth Taylor wurde 1966 mit dem New York Film Critics Circle Award als Beste Hauptdarstellerin und 1967 mit dem National Board of Review Award als Beste Hauptdarstellerin ausgezeichnet.
- Der Film erhielt 1967 als „Bestes Drama“ zusammen mit Elizabeth Taylor als „Beste Hauptdarstellerin in einem Drama“, Sandy Dennis als „Beste Nebendarstellerin“ und Richard Burton als „Bester Hauptdarsteller in einem Drama“ einen Goldenen Laurel Award.
- Alex North war 1967 in der Kategorie „Beste Filmmusik“ für den Grammy Award nominiert.
- Ernest Lehman wurde 1967 für sein Drehbuch mit einem WGA-Award geehrt.
- Mike Nichols erhielt 1967 für seine Regie einen DGA-Award.
- 2013 erfolgte die Aufnahme in das National Film Registry.